# Espoir et peur du siècle
Espoir et peur du siècle. Essais non partisans est un livre du sociologue français Raymond Aron paru en 1957 aux éditions Calmann-Lévy.